# Дроботов, Александр Николаевич
Александр Николаевич Дроботов (род. 1 марта 1986) — российский самбист, бронзовый призёр чемпионата России по самбо 2009 года, победитель и призёр всероссийских турниров, мастер спорта России. Выступал в полутяжёлой весовой категории (до 100 кг). Наставниками Дроботова были Валерий Стенников и Александр Мельников.

## Спортивные результаты
- Чемпионат России по самбо 2009 года — ;
- Лично-командный чемпионат общества «Динамо» по самбо 2010 года — [1];
- Чемпионат УФО по самбо среди мужчин 2010 года — [2];
- Турнир памяти кавалера ордена Мужества капитана Анатолия Завьялова 2013 года — [3];